# محمد یکم ادریسی
محمد بن ادریس (عربی: محمد بن إدریس) یکی از پسران ادریس دوم و جانشین وی بود. او سومین فرمانروای مراکش پس از پدرش و پدربزرگش بود. او در سال ۸۲۸ به قدرت رسید و هشت سال بعد در تاریخ ۸۳۶ میلادی وفات یافت. پس از او، پسرش علی بن محمد به حکومت رسید.